# Pardosa giebeli
Pardosa giebeli este o specie de păianjeni din genul Pardosa, familia Lycosidae. A fost descrisă pentru prima dată de Pavesi, 1873. Conform Catalogue of Life specia Pardosa giebeli nu are subspecii cunoscute.